# داستان روح‌های ازدست‌رفته
داستان روح‌های ازدست‌رفته (به انگلیسی: Stories of Lost Souls) تلفیقی از هشت داستان سینمایی متفاوت با بازی بسیاری از نام‌های بزرگ سینما از جمله هیو جکمن، کیرا نایتلی و کیت بلانشت و با کارگردانی هشت کارگردان مختلف از جمله دبورا-لی فرنس و مارک پلنسکی، محصول سال ۲۰۰۵ است.